# Desbaathificação
Desbaathificação ou desbaathização  (ou também as variantes: desbaatificação e desbaatização; em inglês:  De-Ba'athification; em árabe: اجتثاث حزب البعث‎) refere-se a uma política empreendida no Iraque pela Autoridade Provisória da Coalizão e os governos iraquianos posteriores para remover a influência do Partido Baath no novo sistema político iraquiano.  Considera-se ser o equivalente iraquiano da desnazificação da Alemanha após a Segunda Guerra Mundial. Foi descrita pela primeira vez na Ordem 1 da Autoridade Provisória da Coalizão, que entrou em vigor em 16 de maio de 2003, que declarou que todos os funcionários públicos filiados ao Partido Baath estavam a ser removidos de seus cargos e sendo banidos de qualquer emprego no futuro setor público.  A política foi altamente controversa entre os acadêmicos, as instituições, o governo e os militares estadunidenses, e a mídia internacional e canais de debate.   A política sob a Autoridade Provisória da Coalizão foi oficialmente revogada em 28 de junho de 2004 como parte da transferência de soberania ao Governo Interino Iraquiano em 30 de junho de 2004.  No entanto, elementos da política continuaram sob o Conselho de Governo Iraquiano e mais tarde sob o Parlamento eleito do Iraque.  Os defensores da política argumentam que ela eficazmente limpou a sociedade iraquiana da influência baathista, facilitando a criação de um governo iraquiano democrático.  Os críticos argumentam que a política não foi apenas antidemocrática, mas também um fator significativo na deterioração da segurança em todo o Iraque. 